# Cantó de Saint-Julien-l'Ars
El cantó de Saint-Julien-l'Ars és un cantó francès del departament de la Viena, situat al districte de Poitiers. Té 11 municipis i el cap és Saint-Julien-l'Ars.

## Municipis
- Bignoux
- Bonnes
- La Chapelle-Moulière
- Jardres
- Lavoux
- Liniers
- Pouillé
- Saint-Julien-l'Ars
- Savigny-Lévescault
- Sèvres-Anxaumont
- Tercé

## Història
| Data d'elecció                           | Identitat                   | Partit        | Qualitat |
| ---------------------------------------- | --------------------------- | ------------- | -------- |
| 1945-1967                                | Raphaël Guillon             | Rad.          |          |
| 1967-1979                                | M. Bachon                   | Divers gauche |          |
| 1979-1998                                | Gonzague Blandin de Chalain | Divers droite |          |
| 1998-2011                                | Michel Burlot               | PS            |          |
| 2011-                                    | Xavier Moinier              | PS            |          |
| les dades anteriors no són pas conegudes |                             |               |          |
|                                          |                             |               |          |

## Demografia
| A partir de 1990: Població sense dobles comptes |